# Cykel

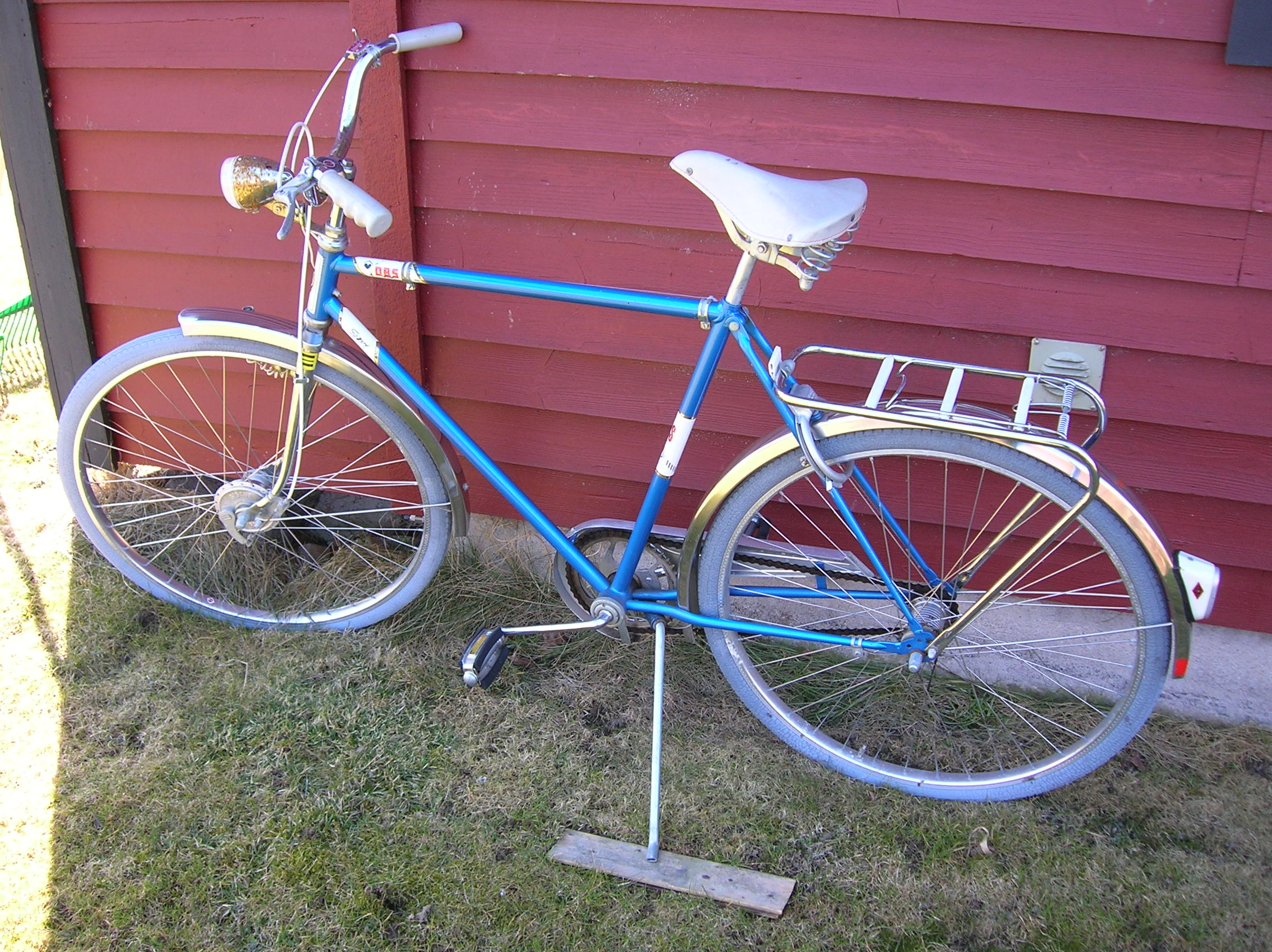
Cykel med sluten ram (herrcykel).

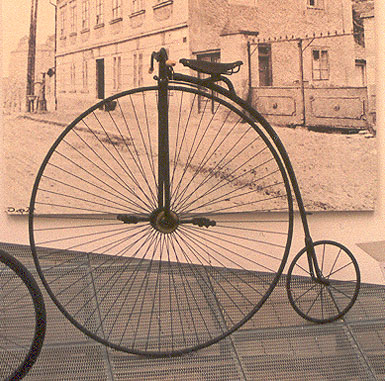
Höghjuling.

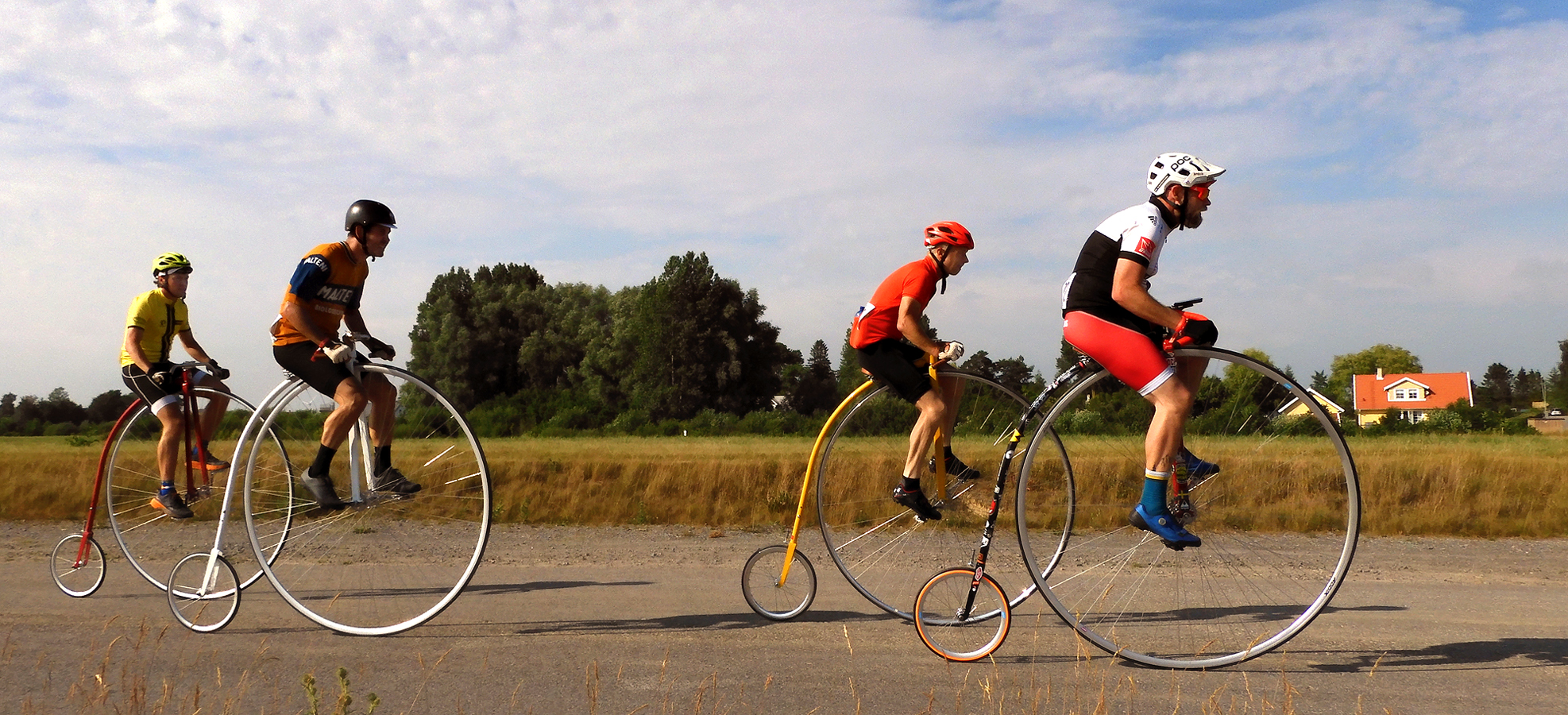
Höghjulingar i ett cykellopp.

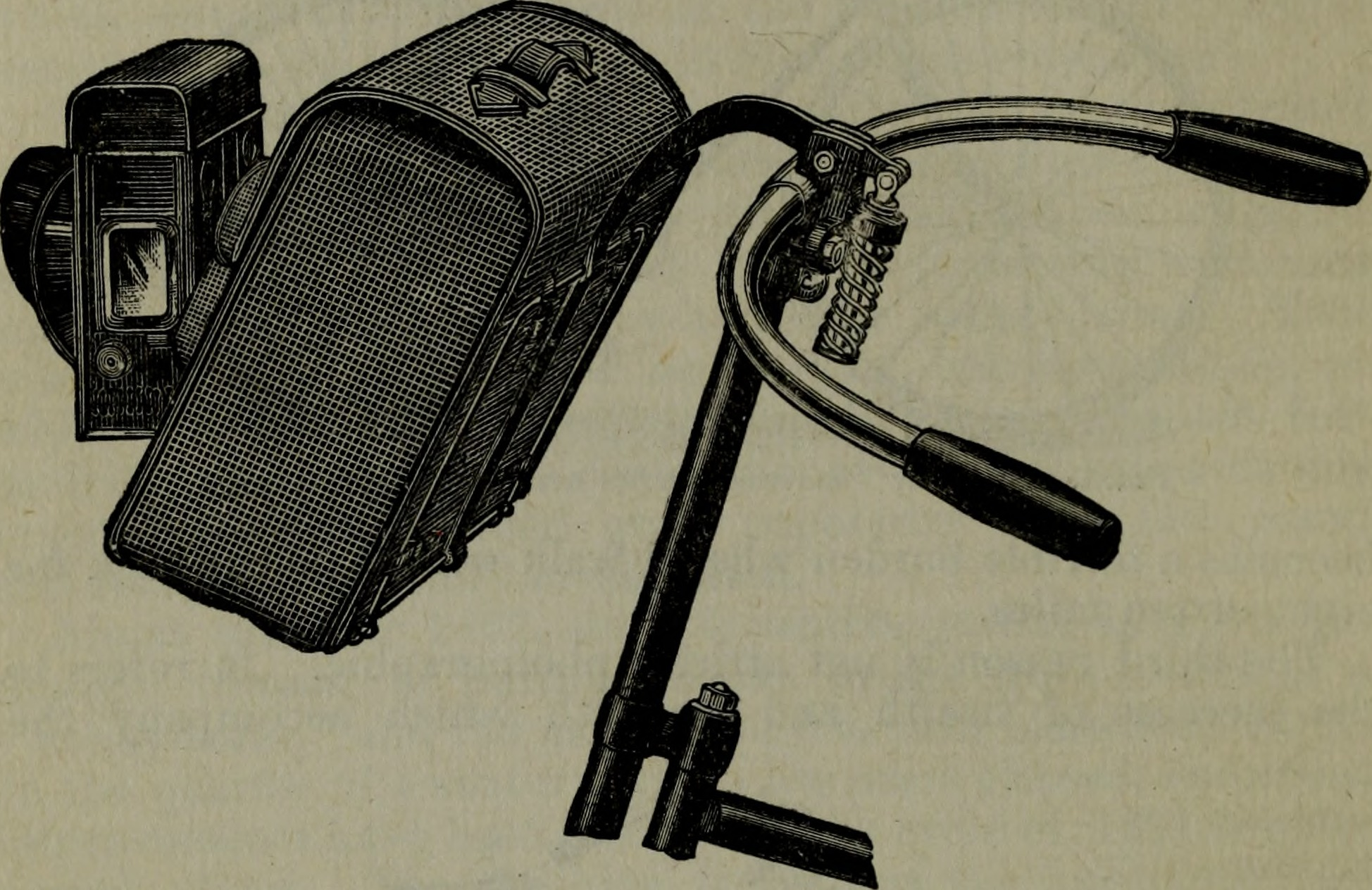
Detaljer på en cykel från 1892.

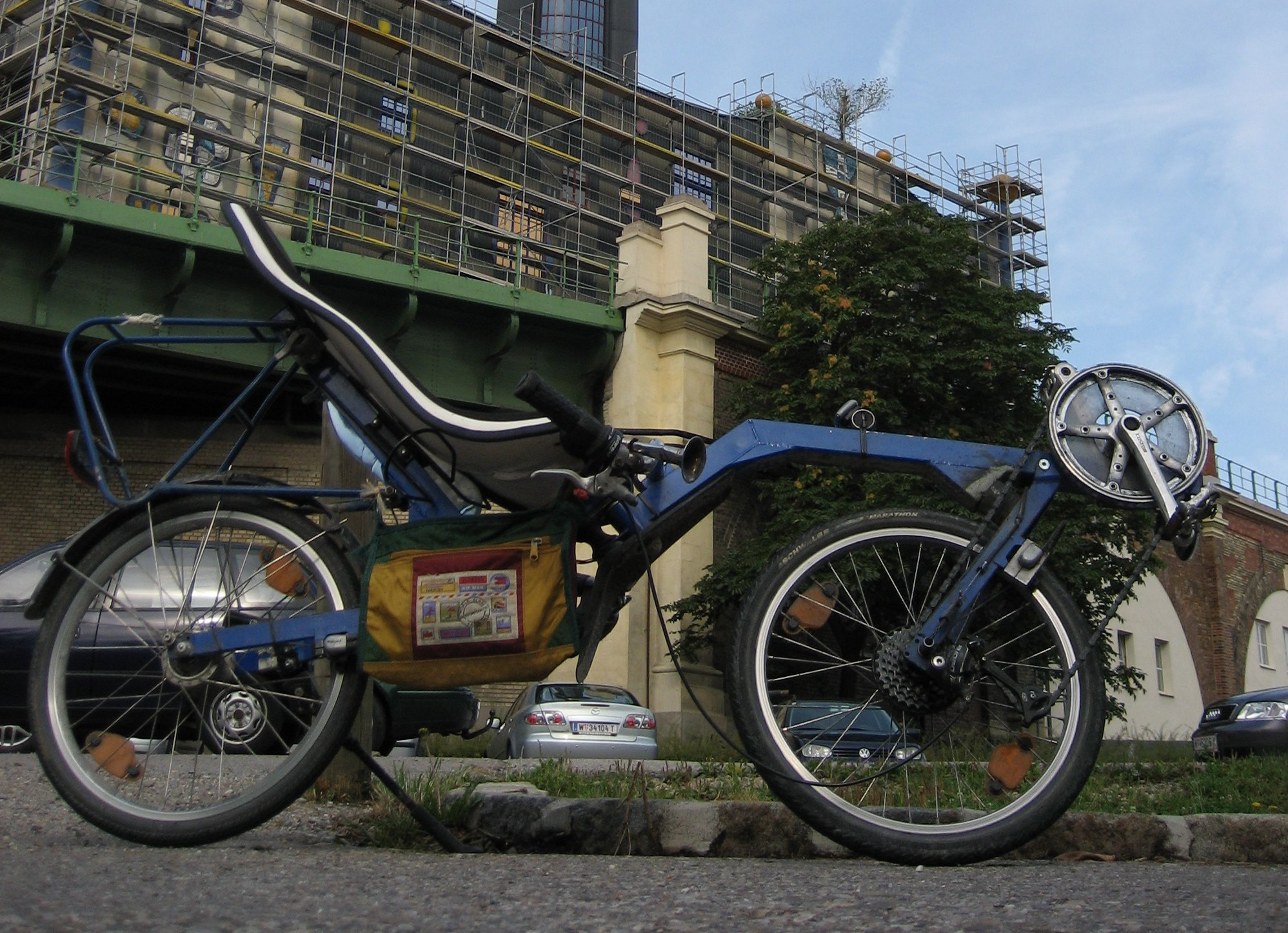
Liggcykel.

Cykel, förr kallad velociped eller bicykel med mera (se Cykelns historia), är ett vanligen endast av mänsklig muskelkraft drivet fordon, oftast med två eller tre hjul, men både enhjulingar och fyrhjulade cyklar förekommer. 
De flesta cyklar saknar motor, men vissa, mopeder, har en mindre förbränningsmotor. Elcykel är en trampcykel som har försetts med en elektrisk motor som förstärker cyklistens trampkraft.
Enligt svensk lag räknas även vissa andra fordon med elmotor som cykel, såsom elskoter och Segway.
Fordonet benämndes ursprungligen i slutet av 1800-talet bicykel efter engelskans bicycle (tvåhjuling) eller velociped efter franskans vélocipède (latin velox "snabb" och pes "fot"). Bicykel förkortades efter hand till cykel och velociped är numera ålderdomligt.
Ytterligare en synonym till ordet cykel är trampcykel, men det begreppet brukar bara användas när man vill poängtera att det inte rör sig om en sparkcykel eller motorcykel, samt tvåhjuling som används för att skilja det från en trehjuling, ofta om barncyklar.[källa behövs]

## Konstruktion

### Ram
Traditionellt har ramarna med anpassning till kvinnors och mäns traditionella klädsel utformats olika för damcyklar (öppen ram) och herrcyklar (sluten ram). På senare år har dock damcyklar blivit alltmer populära även bland män. Ramen till en cykel byggs oftast av olika metallegeringar av stål och aluminium, men även dyrare ramar i titan förekommer. För tävlingscyklar används ofta kolfiber eller kombinationer av kolfiber och aluminium.
Brukscyklar har en vikt på 16–20 kg, medan racercyklar för tävlingsbruk väger drygt 7,5 kg (6,8 kg är minimigräns för tävling enligt Internationella Cykelunionen, UCI).
En cykelrams storlek anges i centimeter eller tum och avser avståndet mellan vevlagret och sadelstolpsklämman.
En rörlig framgaffel och en fast backgaffel sitter på ramen för hjulen. De kan vara fjädrande.

### Hjul

Fälg, slang och däck. Tvärsnitt av cykelhjul.

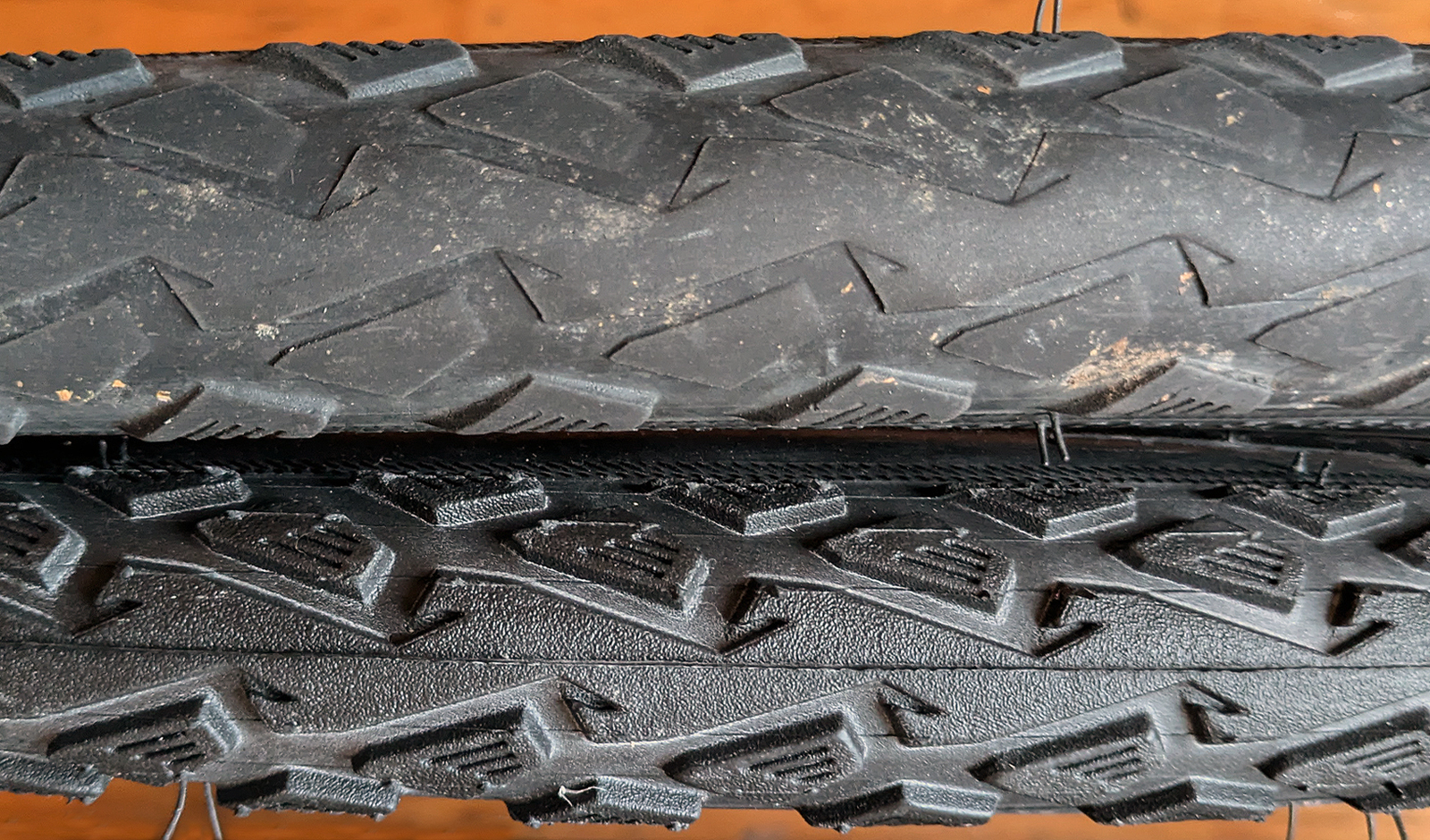
Två däck av samma fabrikat och däcksmönster, det undre är okört, det övre har rullat över 150 mil på varierande underlag.

Hjulen byggs upp av nav, ekrar, ekernipplar och fälg monterade med fälgband, slang och däck.
De vanligaste dimensionerna på hjul är på nya cyklar, 203 mm (12 tum), 406 mm (20 tum), 507 mm (24 tum), 559 mm (26 tum) och 622 mm (28 tum) i diameter. På äldre cyklar förekommer dessutom 584 mm och 590 mm (26 tum), 609 mm och 630 mm (27 tum), 635 mm och 642 mm (28 tum).
Ett hjuls storlek mäts oftast i tum, men millimeter förekommer också. Det finns tre etablerade system för att mäta däck: mäta i millimeter, mäta med systemet 700c eller mäta i tum. Standard-systemet där däck mäts i millimeter kallas för ETRTO-systemet. Till exempel motsvarar "37-609" en innerdiameter på 609 millimeter och en bredd på 37 millimeter i enlighet med det systemet.

### Drift

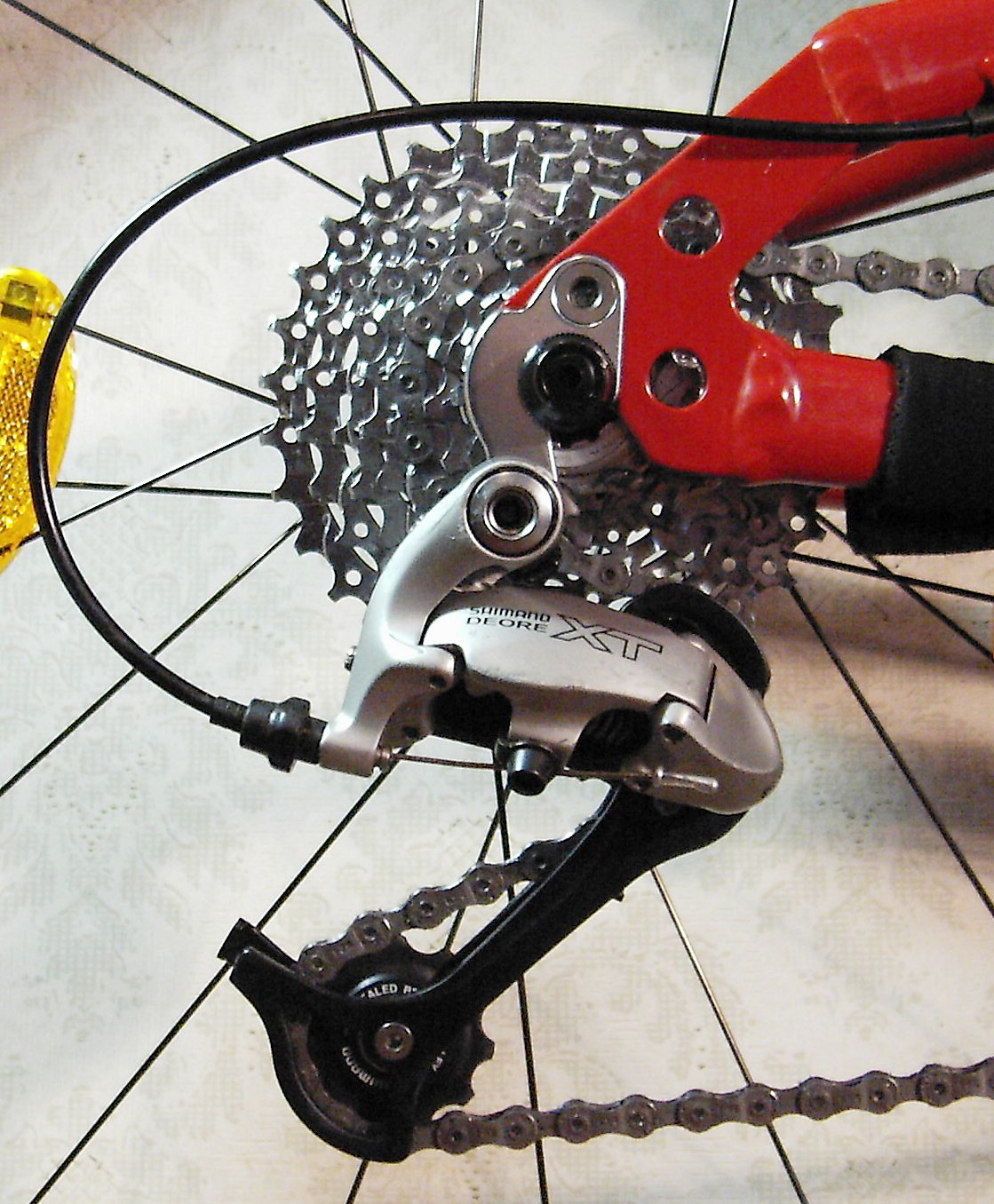
Utanpåliggande växlar av typen Shimano Deore XT på en mountainbike.

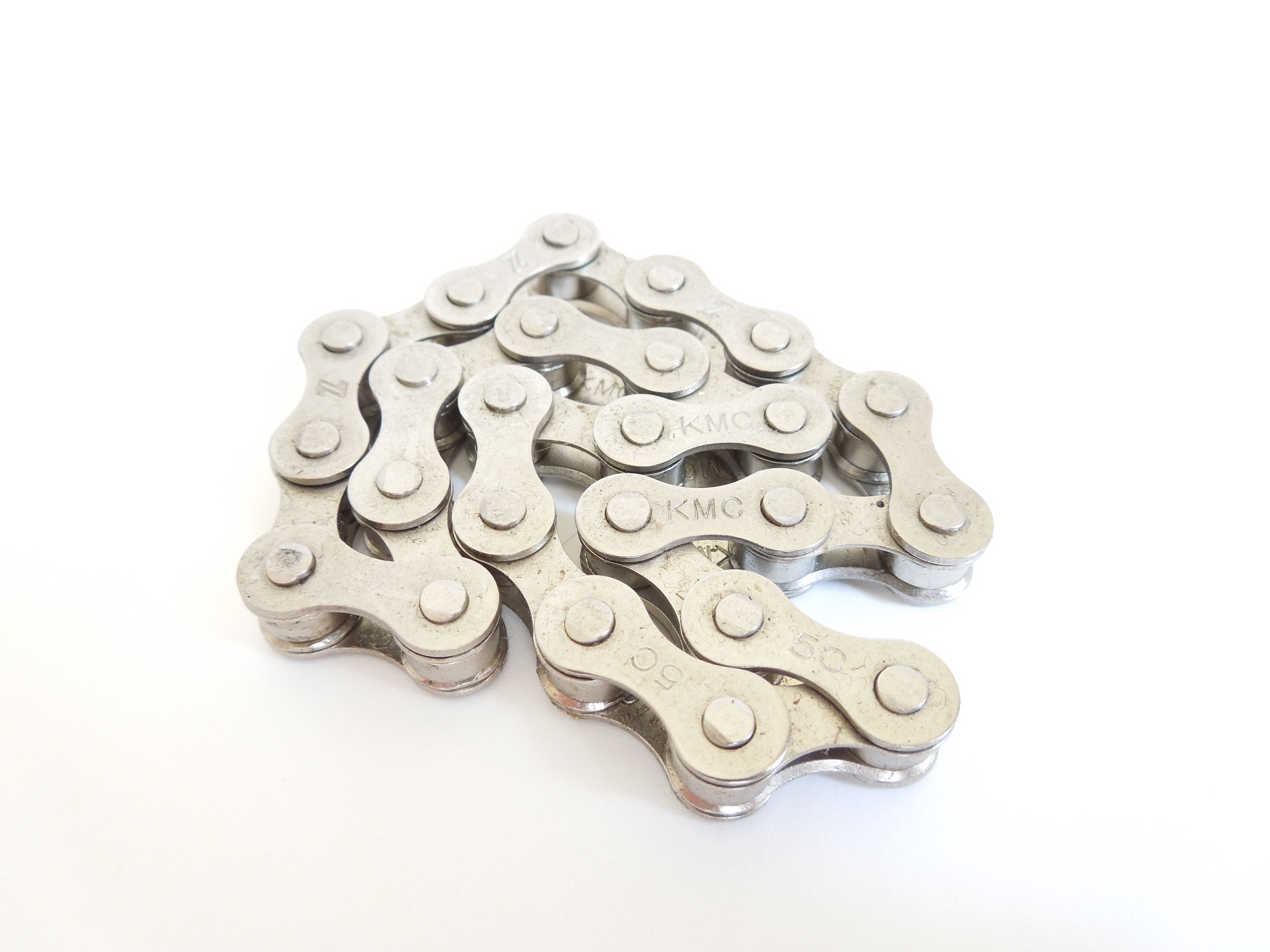
En del av en typisk kedja.

Ett vanligt sätt att konstruera drivningen är kedjedrift; via pedaler och vevarmar drivs kedjehjul-kedja-frikrans på bakhjulet. Men det finns även cyklar där drivningen sker via kardan (jämför BMW-motorcyklar). Denna typ är däremot ovanlig. Som alternativ till kedjan har även cyklar med remdrift kommit ut i handeln, remmen är underhållsfri till skillnad från kedjan, som kräver smörjning. Det har experimenterats med cyklar som är tvåhjulsdrivna, för extremt dålig terräng. Framhjulsdrift finner man på de cyklar där vevarmarna är direkt fästa vid framhjulsnavet, i princip enbart trehjulingar för små barn och höghjulingar. Driften av bakhjulet kräver vevlager, vevarmar, kedjehjul och pedaler. Samlingsnamnet för detta är vevparti. Kraften från vevarna driver kedjehjulet varvid kraften överförs via en kedja till en mindre kedjekrans, vanligtvis monterad på bakhjulets frihjulsnav. Frihjulsnav finns oväxlade (fast utväxling) eller med invändiga och utvändiga växlar. De invändiga har funnits i ett flertal varianter med 2–14 växlar. Via ett planethjulssystem av olika kugghjul och ringdrev cirkulerande runt bakaxeln överförs kraften utåt mot navhusets insida. De utvändiga kedjeväxlarna följer en enklare princip där ett antal kransar monterade på bakhjulsnavet direktverkar på hjulet via kedjan. Varje krans har olika antal tänder, vanligen 12–28, vilket resulterar i olika utväxlingar. Fördelarna med denna lösning är att den är billigare att tillverka och går att få med fler utväxlingar än navväxlade diton. Nackdelarna är att de sliter mera på kedjan samt att det ej går att ha pedalbroms, det vill säga broms i baknavet, då det skulle förstöra växelmekanismen. De kan även vara dyrare i underhåll då bland annat kedjebyten ofta kräver att man byter hela frihjulskransen. Valet av krans styrs av bakväxeln som via vajer styrs av ett reglage på styret. Tidigare cyklar har rammonterade reglage. Ofta finns även en framväxel som styr valet av kedjehjul framtill, vanligtvis två eller tre stycken. Antalet kedjehjul multiplicerat med antalet kransar anger antalet växlar. På moderna cyklar är det vanligast med 20–30 växlar[källa behövs], till exempel 3 kedjehjul fram och 7 kransar bak, vilket ger 21 växlar. Det finns också cyklar utan frihjulsnav, så kallad fixed gear eller Fixie, dessa används bland annat i velodromer.

### Bromsar

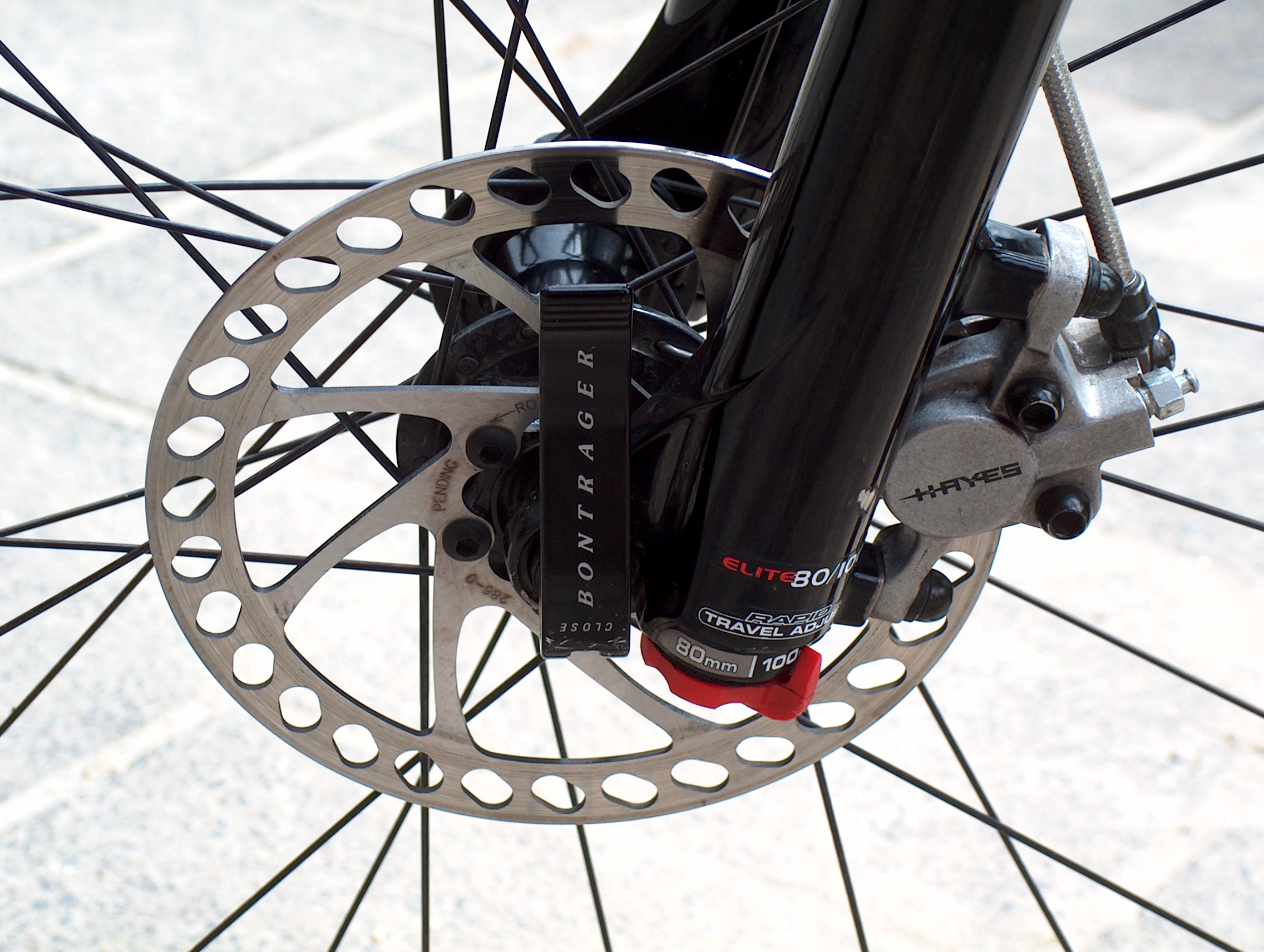
Skivbroms.

De invändiga växelnaven och de oväxlade naven har vanligtvis en invändig bromsmekanism, bestående av en trumbroms som verkar vid ett kortare trampande bakåt. De utvändigt växlade cyklarna har istället bara frihjul i navet och bromsar som verkar på fälgarna, så kallade fälgbromsar, men även skivbromsar och vajermanövrerade trumbromsar förekommer.
Skivbromsarna är av mekanisk eller hydraulisk typ. Principen är densamma som på de flesta bilar och motorcyklar och fungerar genom att bromskraften överförs från ett handtag till bromsklossar i ett ok som sitter vid fram- och/eller bakgaffeln på cykeln. Bromsklossarna klämmer om en skiva som fästs vid cykelns nav och följer hjulets rotation.
Cyklar med fotbroms saknar ibland helt broms på framhjulet, men då det finns var det på de tidigaste cyklarna en mekanik som bromsade mot däcket, men har på cyklar tillverkade efter 1930-talet ersatts helt av trumbromsar och efter 1970-talet tillkom även fälgbromsar, även om trumbromsar börjat komma tillbaka från 2000-talet och framåt.

### Styrning

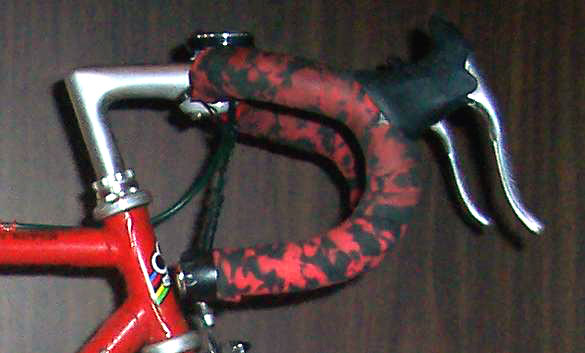
Cykelstyre på en äldre sportcykel, kallat bockstyre.

Riktningen bestäms oftast av framhjulet som sitter monterat på en rörlig framgaffel som via styrlager, styrstam och styre tar cyklisten åt valfritt håll, samtidigt som en viss lutning av kroppen äger rum.
Styret är vanligtvis ett ergonomiskt utformat metallrör med ett handtag i var ände. Det brukar placeras ovanför framhjulet på cykeln. Dess huvudfunktion är att styra cykeln i önskad riktning. Detta åstadkoms genom att man vrider styret åt det håll man vill färdas åt då cykeln är i rörelse, kombinerat med en automatisk tyngdpunktsomfördelning av kroppen, beroende på färdhastigheten. På ett cykelstyre kan diverse tillbehör monteras. Ofta förekommande tillbehör är bland annat ringklockor, handbromsar och handväxlar. Har man batterilampa monteras denna oftast på styret. Generatordrivna lampor sitter oftast på framgaffeln, eller styrstången.

### Belysning
För cykelbelysningen finns olika lösningar för strömtillförsel. Den traditionella cykelgeneratorn, dynamon, drivs av ett räfflat hjul som rullar mot däcket och alstrar ström. Ett nyare alternativ till denna är navgeneratorn som istället sitter inbäddad i navet. En tredje variant består av batteridrift. Det förekommer även magnetdrift, då en (eller fler) magneter alstrar ström till lamporna då cykelhjulet roterar.
Själva belysningen kan ske med glödlampa, halogenlampa, eller lysdioder. Den sistnämnda tekniken erbjuder möjligheten med blinkande lyse, enligt svensk lag får framlyktan ej blinka, men i Sverige får baklyktan  av blinkande typ om den blinkar med minst 200 blinkningar/minut.

### Sadel
Sadeln är en sits för cyklisten som monteras på cykeln. Sadeln är oftast päronformad och gjord av textil, gummi eller annat mjukt material. Sadlar för tävlingscyklar är mer långsmala än de för standardcyklar. En variant på cykelsadeln är limpan, som är mer långsträckt. Sadeln sitter monterad på sadelstolpen som kan höjas och sänkas för att passa cyklistens höjd genom att lossa en skruv, eventuellt med snabbkoppling.

### Experimentella material
I början av 1980-talet tillverkade ett svenskt företag cykeln Itera som till största delen var gjord i plast. Cykeln blev dock ingen försäljningsframgång bl.a. beroende på att den upplevdes som mycket vek. Även bambu har provats som material för bärande delar, även detta utan större framgång.

## Historia

Cykelns utveckling: 1 - draisine av Karl Drais; 2 - velociped av Thomas McCall (året felaktigt i bilden, ska vara 1869); 3 - velociped med vevlager och pedal, Pierre Michaux; 4 - höghjulingen av James Starley; 5 - "säkerhetscykel" av John Kemp Starley; 6 - racercykel; 7 - mountainbike

Ur "La fin du Cheval".

Föregångaren till cykeln uppfanns 1817 av Karl Drais i Tyskland. Det var ett tvåhjuligt fordon likt dagens cyklar, men utan pedaler eller kedja. Bakgrunden var ett par år av missväxt på grund av nedfallen aska efter ett vulkanutbrott (Tambora, 1815). Maten räckte inte till hästar varför ett energisnålare transportmedel behövdes.
Den moderna cykeln med pedaler och kedja samt två lika stora hjul, den så kallade säkerhetscykeln, uppfanns 1885 av John Kemp Starley.

### Velociped i Sverige
I Stockholm fanns i augusti 1896 nästan fem tusen velocipeder. Ett år senare hade antalet ökat till 10 280.[källa behövs]
Ebbes bruk i Huskvarna började tillverka velocipeder i början av 1890-talet. 1896 började också Huskvarna Vapenfabrik sådan tillverkning. En velociped av fabrikat Huskvarna kostade 1898 från 250 kronor och uppåt, allt efter utrustning och modell.

## Säkerhet och hälsa
Att cykla är ungefär lika säkert som att gå, räknat per kilometer. En cyklist bland biltrafik utsätts för större risker än en bilförare, men omgivningen utsätts för betydligt mindre risker av en cyklist än av en bilförare. Endast 1,3 procent av de fotgängare som omkom i kollisioner 1990–1995 kolliderade med en cykel. Endast 2 procent av de cyklister som omkom i kollisioner 1990-1995, kolliderade med en cykel.
Cykling är ett mycket hälsosamt transportmedel som förebygger bland annat hjärt- och kärlsjukdomar. De som cyklar till vardags har därför lägre dödlighet än andra. Det visar studier från Danmark, England, Frankrike, Nederländerna, och Spanien. Hälsoeffekten gäller främst män, men liknande effekter syns i en studie från Kina på 60 000 kvinnor. En brittisk studie av pendlare med samtliga färdmedel visade att hjärtfel var 20 gånger vanligare som dödsorsak än krockar med motorfordon. Studien visade också att män som cyklar regelbundet halverar risken för dödliga hjärtfel.
I tidskriften The Lancet studerade man effekterna av mer gång och cykling i London och Delhi. Man kom fram till att mer gång och cykling skulle innebära fler trafikolyckor, men samtidigt skulle hälsan bli bättre vilket skulle ge en nettobesparing på levnadsår. I London skulle förbättrad hälsa spara tio gånger så många levnadsår som förloras genom de ökade trafikolyckorna, och i Delhi är kalkylen ännu mer gynnsam.
En studie från Nederländerna fann att de som cyklar till jobbet har lägre sjukfrånvaro. De har i genomsnitt en sjukdag per år färre än andra. En analys finansierad av arbetsgivareorganisationen Dansk Industri kom fram till att om cyklingen i Danmark skulle öka 10 procent, skulle antalet sjukdagar minska med 267 000.
Halt väglag, trottoarkanter, fötter, händer och föremål i hjul, samt mekaniska fel på cyklar, är vanliga orsaker till olyckor. 10 000 barn om året skadas efter cykelolyckor – singelolyckor är vanligast.
I vissa länder är det förbjudet att cykla utan cykelhjälm.

## Tjänstefordon
Cykelbud används främst inom post- och budbranschen, där cykeln i synnerhet i stadsmiljö kan erbjuda ett billigare, miljövänligare, säkrare och ofta smidigare alternativ till bilen. Svenska Posten använde till exempel 7 000 cyklar för transport. I Danmark delas mellan 60 och 70 procent av breven ut av cyklande brevbärare (läst 2012).
Lätta cykelkärror utvecklades under 1990-talet.
EU finansierar det europeiska projektet Cycle Logistics (läst 2011) som syftar till att få fler att använda lastcyklar istället för bilar. Det handlar främst om att påverka företag att använda lastcyklar för transport i betydligt högre utsträckning än 2011, men även privatpersoner. Hälften av alla transporter i städer rör godstransporter och en tredjedel av dessa utgörs av lättare gods som skulle kunna köras med cykel (läst 2011).
Cykeltaxi används för taxiverksamhet framförallt i Asien, men förekommer även i till exempel Stockholm och Tallinn.
Inom den svenska militären har cyklar och cykeltolkning använts för omgruppering av infanteri. I Göteborg fanns två cyklande poliser på heltid samt ett antal cyklande parkeringsvakter år 2009.

## Roll i resandet

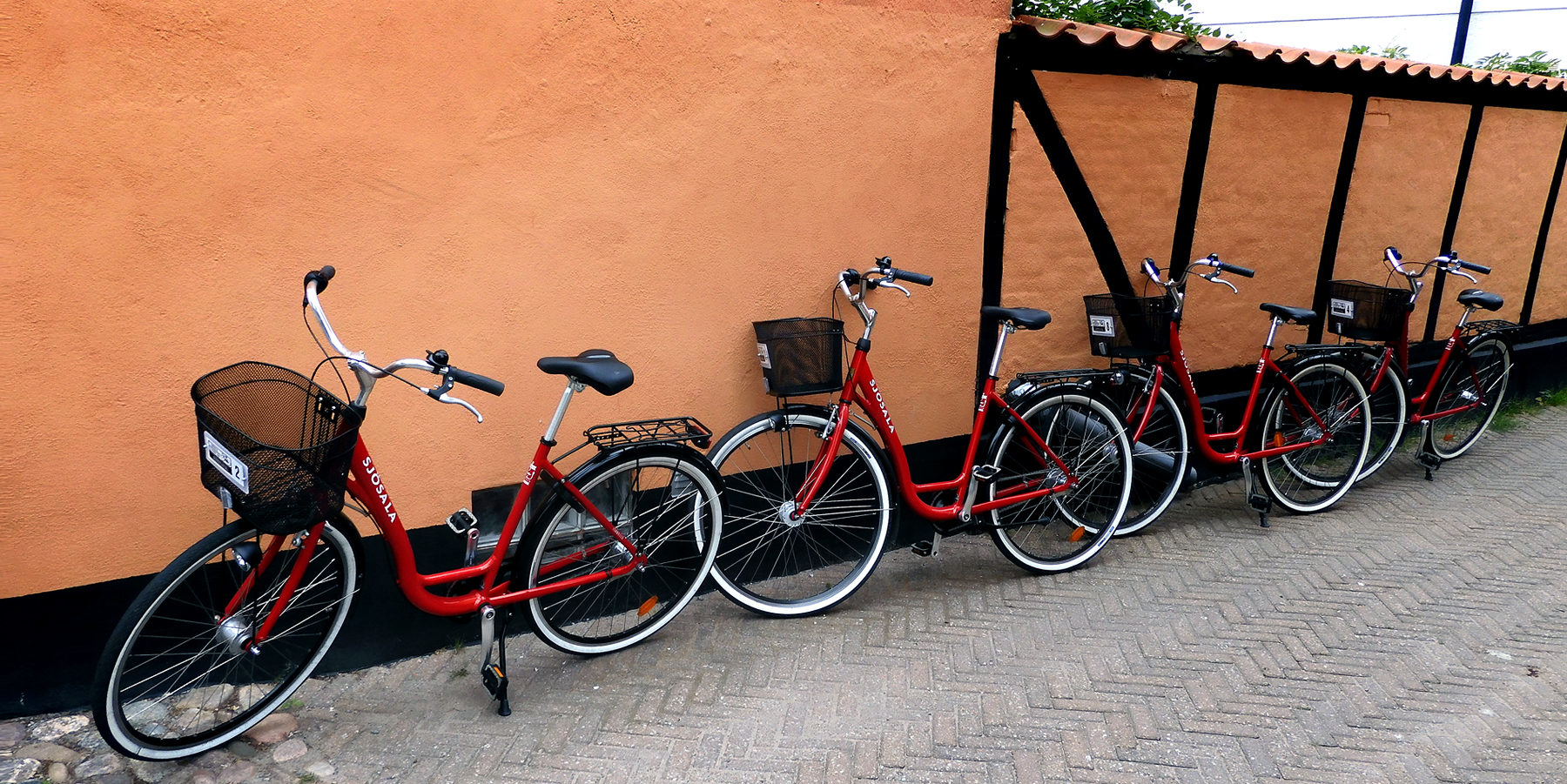
Hyrcyklar utanför ett Bed & Breakfast i centrala Ystad 2021.

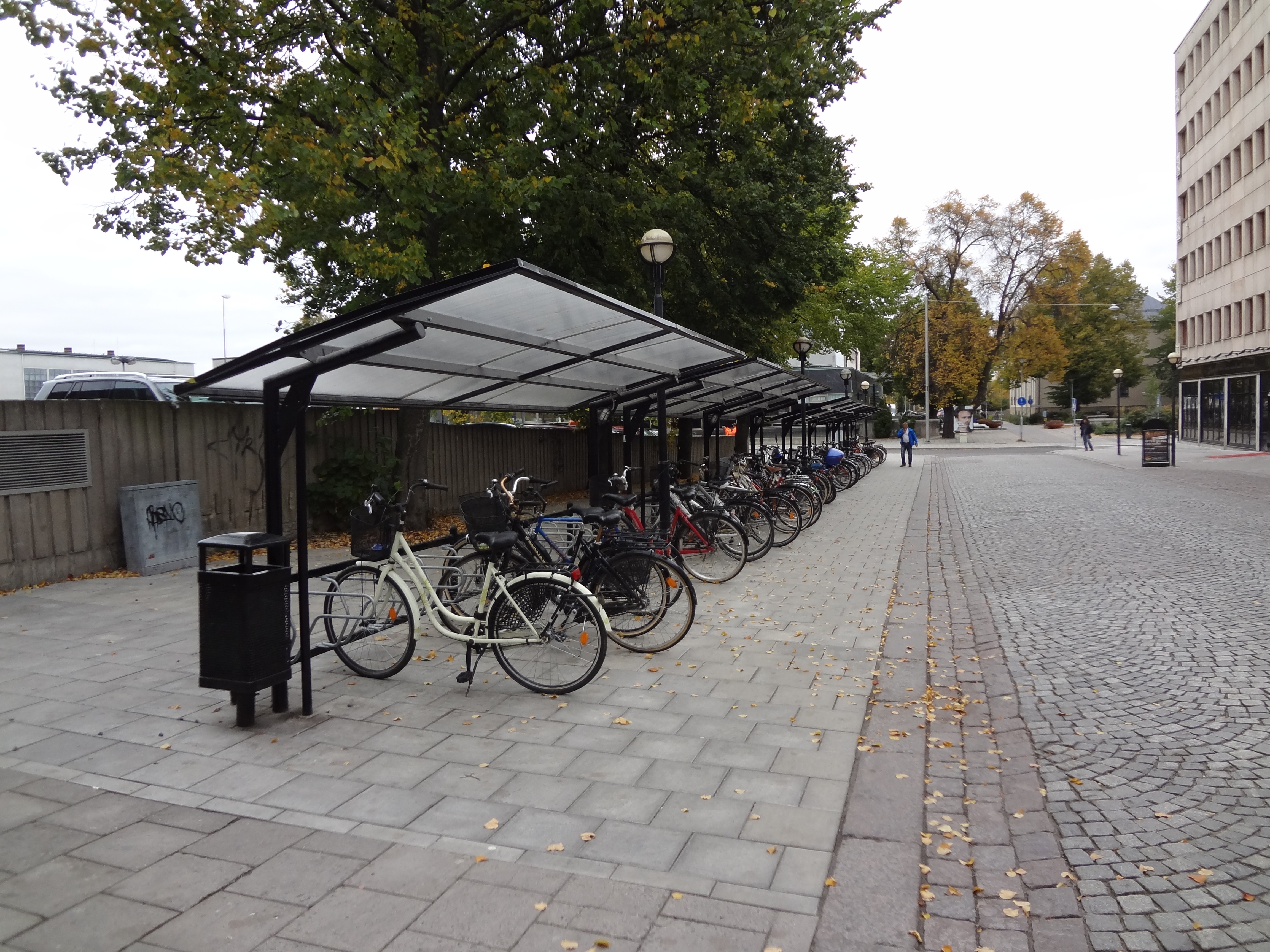
En cykelparkering i centrala Eskilstuna.

I vissa städer sker en stor del av resandet med cykel. I Malmö, Linköping och Uppsala skedde 30 procent av resorna med cykel år 2010, och i Lund 43 procent år 2012. I Linköping fortsätter 70 procent av sommarcyklisterna att cykla även på vintern (läst 2009).
I Köpenhamn skedde 36 procent av alla resor till arbete med cykel år 2006. Stadens mål var att öka detta. Till år 2015 skulle 50 procent av alla resor till arbete och utbildning ske med cykel. En del cyklar över längre avstånd. Av de som pendlar 10–15 kilometer till jobb i Köpenhamn, väljer var tionde att cykla (läst 2014).
Nederländerna är ledande i västvärlden på cykling. Knappt varannan resa görs med bil, medan drygt var fjärde görs med cykel och var femte till fots (läst 2010). I Danmark sker var femte resa med cykel (läst 2010), och i Sverige var tionde (läst 2007).
En cykelsemester är en semesterresa som sker helt och hållet på cykel.

## Cykelsport
Det finns olika tävlingstyper för cykel. På landsväg är de vanligaste typerna linjelopp och individuella tempolopp.
På linjelopp startar deltagarna gemensamt och den som är först i mål vinner. Detta gör att lagsamarbete och taktik ofta spelar en mycket stor roll i linjelopp, i synnerhet bland professionella cyklister.
Vid tempolopp startar deltagarna individuellt, typiskt med en eller två minuters mellanrum. Det är inte tillåtet att ta rygg på en annan cyklist, vare sig om man kommer ikapp eller blir förbiåkt. Regeln säger att den cyklist som blir upphunnen ska släppa en lucka på minst ett förutbestämt antal meter. Brott mot detta kan leda till tidstillägg eller diskvalificering. 
Mountainbike, förkortat MTB, är en cykelgren där man cyklar en bana eller en slinga i skogen.
Bancykling i velodrom är ytterligare en form av cykelsport, med en rad olika tävlingsgrenar.

## Balans
Det är en omhuldad myt eller faktoid, även i seriösa sammanhang, att anledningen till att det är möjligt att hålla balansen på cykeln är hjulens gyroverkan. Att det går ungefär lika bra att cykla långsamt som snabbt med en modern cykel och att de flesta inte har några större svårigheter att hålla balansen i mycket låg fart även med mycket små hjul på lämpligt underlag visar att gyroverkan knappast kan vara av avgörande betydelse för att hålla balansen.
Det är i stället farten i sig, tillsammans med styrmöjligheten, som gör cykling möjlig och enkel. Med farten framåt och möjligheten att styra kan cyklisten kontrollera att tyngdpunkten håller sig inom rimliga gränser ovanför (vid cykling rakt fram) en linje som sammanbinder de ytor på hjulen som berör marken. Genom att vrida styret åt samma håll som cyklisten känner att tyngdpunkten är på väg kan balansen kontinuerligt bibehållas med mycket måttliga armrörelser i stället för med kroppslutning åt motsatt håll. Vid ökande fart får centrifugalkraften, som verkar utåt i korrektionssvängen (upprätande) och vars storlek beror av farten, en ökande betydelse, vilket gör att styrrörelserna nödvändigtvis måste minskas vid högre fart. Dessutom påbörjas enkelt en avsiktlig (icke korrektions-) sväng i hög fart genom att styret kortvarigt vrids åt motsatt håll, medan man i låg fart kanske föredrar att påbörja svängen genom att först luta sig inåt i den tänkta svängen och omedelbart därefter vrida styret åt samma håll, även om det går lika bra att starta svängen genom att vrida styret åt motsatt håll. Sannolikt har många olyckor skett när cyklisten för att undvika ett hastigt uppdykande hinder snabbt vridit styret bort från hindret (på motsvarande sätt som man gör i en bil), vilket i stället har resulterat i att cyklisten åkt rakt in i hindret utan kontroll på grund av centrifugalkraften. Konsekvenserna beror på farten, varför denna typ av felreaktion normalt är ännu allvarligare på motorcykel. Att kontrollera tyngdpunkten i stillastående är betydligt svårare, även om trialcyklister behärskar denna teknik till fulländning.
Gyrokrafterna saknar dock inte helt betydelse. Om cykeln faller åt vänster under fart framåt kommer framhjulet i någon mån att vrida sig åt vänster på grund av gyroverkan, om cyklisten inte håller emot. På grund av framgaffelns lutning så att dess förlängning träffar marken framför framhjulets anliggningsyta vill dessutom hjulet vrida åt vänster om cykeln lutar åt vänster (på grund av det vridmoment som bildas runt styrstångens vridningsaxel), oberoende av om cykeln har fart framåt eller inte. Hjulets vridning åt vänster gör att cykeln svänger vänster, vilket ger en centrifugalkraft (tröghetskraft) åt höger som bidrar till att räta upp cykeln. Motsvarande vid lutning åt höger. Gyrokrafternas vridmoment på framhjulet och framgaffelgeometrin samverkar därmed till att hålla styrkrafterna små och underlättar att hålla balansen, genom att cykeln får en viss grad av inbyggd stabilitet. De möjliggör också att cykla utan att hålla i styret.

## Tillbehör till cykel

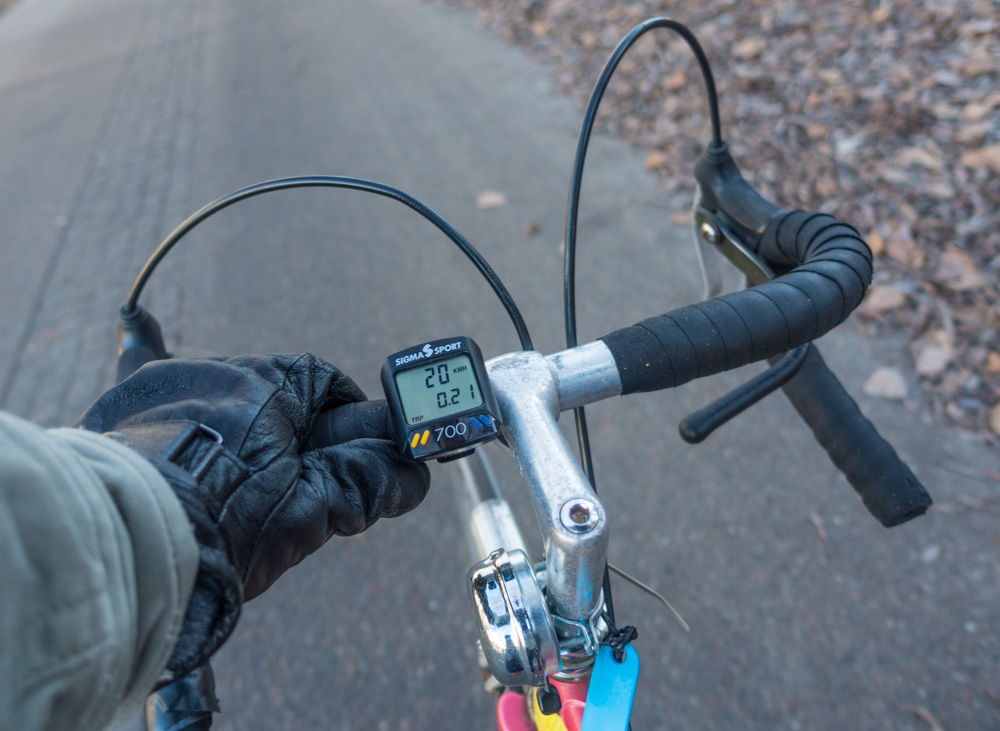
En cykeldator som används under en cykeltur i Sverige i februari 2017.

- Barncykelsadel
- Cykelbelysning
- Cykeldator
- Cykelhjälm
- Cykelkläder
  - Cykelbyxor
- Cykelkorg
- Cykelkärra
- Cykelpump
- Cykelvimpel
- Cykelväska
- Navrensare
- Pakethållare
- Reflexer
  - Varselpinne
- Sadelöverdrag
- Växelförare

## Typer av cyklar
De flesta cyklar är tvåhjulingar, med två lika stora ekerhjul efter varandra, och baserade på den så kallade herrcykeln (sluten ram). Damcykeln har en ram som tillåter cyklisten att bära kjol eller klänning. Med hjälp av växling och lätta material har racercykeln och mountainbiken utvecklats. Hybridcykel och citybike är mellanting mellan mountainbike och racercykel.
Cyklar kan också klassificeras efter användningsområde. Här skiljer man framförallt mellan brukscykel, träningscykel och tävlingscykel.
- BMX - BMX är en cykel anpassat för trix och hinder. De flesta BMX-cyklar har inga växlar.
- Dursley-Pedersencykel
- Elcykel – cykel med en liten motor
- Fatbike – cykel med överdimensionerade däck
- Fixie – cykel med fast nav
- Herrcykel (sluten ram)
- Kardandriven cykel
- Militärcykel
- Singlespeed – cykel med fast utväxling
- Touringcykel – cykel särskilt konstruerad för långfärd
- Trialcykel

### Andra cykelkonstruktioner
Det finns andra hjuluppsättningar för olika ändamål.
- Cykelbil
- Cykeltaxi
- Enhjuling
- Hopfällbar cykel – vikbar eller delbar cykel
- Höghjuling
- Lastcykel
- Liggcykel
- Handcykel
- Paketcykel
- Quadricykel – fyrhjulig cykel
- Sparkcykel
- Tandemcykel - anpassad och byggd för mer än en person att cykla på
- Trehjuling